# Castel Sant'Elmo
Castel Sant'Elmo je srednjovjekovna utvrda smještena na brdu Vomero uz Certosa di San Martino, s pogledom na Napulj, Italija. Ime "Sant'Elmo" potječe od bivše crkve iz 10. stoljeća posvećene Sant'Erasmu, skraćeno u "Ermo" i konačno promijenjeno u "Elmo". Smještena blizu gornjeg terminala Petraio, jedne od najranijih gradskih pješačkih veza između gornjeg i donjeg Napulja, tvrđava sada služi kao muzej, izložbena dvorana i uredi.
Dokumenti datiraju strukturu na tom mjestu iz 1275. godine, iz doba Karla Anžuvinskog. Izvorno poznat kao Belforte, vjerojatno je bio utvrđena rezidencija, okružena zidinama, s ulaznim vratima obilježenim s dva tornjića. Godine 1329., koristeći nacrte sienskog arhitekta Tina da Camaina, kralj Robert Napuljski je proširio tvrđavu opisanu u dokumentima kao palatium in summitatae montanae Sancti Erasmi. Camaino je također nadzirao izgradnju susjednog kartuzijanskog samostana San Martino. Do 1336. godine palača se nazivala castrum ili dvorac, a radovi su nastavljeni pod Camainom do njegove smrti 1343. godine.

## Povijest
Dokumenti datiraju strukturu na tom mjestu iz 1275. godine, iz doba Karla Anžuvinskog. Izvorno poznat kao Belforte, vjerojatno je bio utvrđena rezidencija, okružena zidinama, s ulaznim vratima obilježenim s dva tornjića. Godine 1329., koristeći nacrte sienskog arhitekta Tina da Camaina, kralj Robert Napuljski je proširio tvrđavu opisanu u dokumentima kao palatium in summitatae montanae Sancti Erasmi. Camaino je također nadzirao izgradnju susjednog kartuzijanskog samostana San Martino. Do 1336. godine palača se nazivala castrum ili dvorac, a radovi su nastavljeni pod Camainom do njegove smrti 1343. godine.
Attanasio Primario i Francesco di Vico tada su upravljali gradnjom. Dokumenti iz 1348. zgradu nazivaju castrum Sancti Erasmi, vjerojatno zato što se na tom mjestu izvorno nalazila kapela posvećena svetom Erazmu. Anžuvinska tvrđava teško je oštećena u potresu 1456. godine, koji je srušio vanjske zidove i kule.
Aragonski vladari Napulja, a posebice Don Pedro de Toledo, prvi guverner i potkraljev rođak, uključili su ga u sveobuhvatni plan osmišljen za utvrđivanje kopnenog perimetra grada, temeljenog na četiri odvojena uporišta. Castel Sant'Erasmo dobio je šesterokutni zvjezdani oblik između 1537. i 1547. prema nacrtima Pedra Luisa Escrive iz Valencije, vojnog arhitekta. Smioni šesterokutni oblik izazvao je žestoke kritike njegovih suvremenika, do te mjere da je 1538. Escriva branio svoj dizajn u objavljenoj Apologiji.
Zapravo, sa svojim dvostrukim zidom, brojnim izbočinama u bastionima i visokim zidinama okruženim jarkom, dvorac je izvrsno odgovarao topografiji mjesta te strateškim i obrambenim funkcijama. Godine 1538. iznad ulaznih vrata postavljen je prigodni natpis, nadvišen grbom Karla V. i dvoglavim carskim orlom.
Dvorac je služio kao autonomna vojna ispostava, s guvernerom koji je imao apsolutnu vlast nad vojnim i civilnim pitanjima. Oko paradnog prostora nalazile su se časničke odaje, kapelanova kuća, crkva (1547.) koju je projektirao španjolski arhitekt Pietro Prato i sačuvane zgrade iz anžujskog Belfortea. Pogrebni spomenik don Pedra de Toleda (1588.) nalazi se u sakristiji crkve.
Godine 1587. munja je pogodila skladište streljiva u dvorcu i eksplodirala, uništivši crkvu, kapelanovu kuću i časničke odaje. Rekonstrukcija je obavljena između 1599. i 1601. pod vodstvom arhitekta Domenica Fontane. Unatoč uzastopnim ponovnim izgradnjama tijekom stoljeća, dvorac je sačuvao svoju izvornu strukturu. Izgrađen od vulkanske sedre, utvrda dominira nad Napuljem, a stoljećima je bio simbol i bastion ugnjetavanja vladajućih. Godine 1604. korišten je za zatvaranje Tommasa Campanelle, označenog kao heretika, a 1799. domoljubi Napuljske revolucije, uključujući Gennara Serra, Marija Pagana i Luigiju Sanfelice. Odlaskom bourbonskog garnizona 1860., ostao je vojni zatvor do 1952., kada je zatvor prebačen u Gaetu.

## Danas
Nastavio je biti vojno vlasništvo sve do 1976., kada su pokrajinske vlasti Provveditorato alle Opere Pubbliche iz Kampanije pokrenule veliki projekt obnove. U sedam godina izvorni je dvorac oslobođen stoljetnih nakupina i strukturalno je ojačan, rekreirajući izvorne galerije, parapetne šetnice i podzemne odaje, gdje je stvorena dvorana sa 700 sjedećih mjesta. Godine 1982. mjesto je predano Soprintendenza per i Beni Artistici e Storici iz Napulja, a Knjižnica povijesti umjetnosti Bruno Molajoli postavljena je na gornjem katu starog zatvorskog bloka.
U bivšem sjedištu marinaca sada se nalazi uprava dvorca i neki administrativni uredi za Napulj, uključujući Ured za kataloge, Fotografski arhiv i Ured za krađe.
U dvorcu sada postoji nekoliko stalnih umjetničkih izložaka, uključujući ogradu dugu više od 30 stopa s natpisom na brajici, postavljenu 2015. iznad terena za bušenje na najsjevernijem zidu dvorca blizu zapadnog kuta. Druge dvije instalacije uključuju veliku metalnu kacigu u blizini ograde i stožastu metalnu skulpturu, promjera približno 4.5 metara na dnu, s izrezima na terenu za bušenje.

## Vanjske poveznice
|  | Zajednički poslužitelj ima još gradiva o temi Castel Sant'Elmo |